# Golfe de Venise

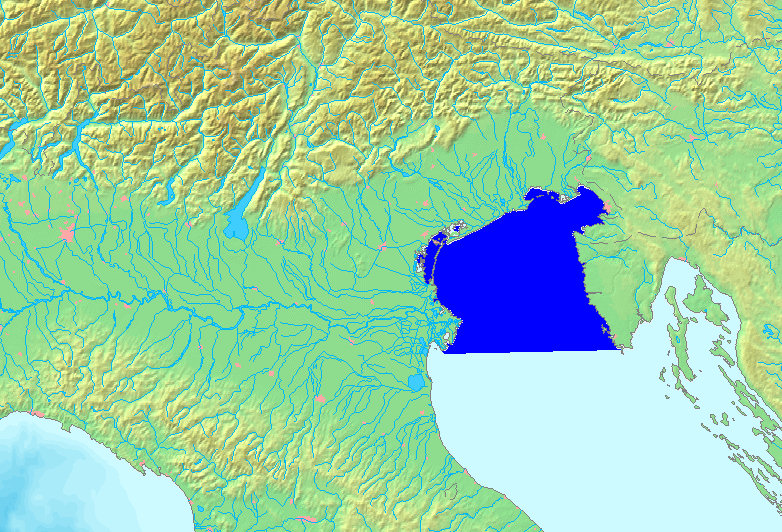
Situation du golfe dans la mer Adriatique.

Le golfe de Venise est un golfe de la mer Adriatique, bordant les côtes de l'Italie, la Slovénie et la Croatie. Il se situe à l'extrémité nord de la mer Adriatique, entre le delta du Pô et la péninsule d'Istrie.
D'une profondeur moyenne de 38 m, il reçoit les eaux du Tagliamento, du Piave, de l'Adige et de la Brenta. Sur ses côtes se trouvent des lagunes, vastes marais qui occupent presque tout le littoral, de la Piave à la Brenta, telle la lagune de Venise. Son extension vers l'est est appelée golfe de Trieste.
Les principaux ports sont Venise, Trieste, Chioggia et Pula.